# Ermida de Santa Luzia (Ribeira Grande)
A Ermida de Santa Luzia localiza-se no concelho da Ribeira Grande, na ilha de São Miguel, nos Açores.
A data de sua construção remonta ao século XVI.